# Volley-ball aux Jeux olympiques d'été de 2008
Navigation
Athènes 2004 Londres 2012
Les épreuves de volley-ball aux Jeux olympiques d'été de 2008 se déroulent du 9 au 24 août 2008 à Pékin (République populaire de Chine).
Les épreuves de volley-ball en salle se déroulent au Palais des sports de la capitale et au Gymnase de l'Université des sciences naturelles et appliquées de Pékin, alors que celles de beach-volley ont lieu sur le site de volley-ball de plage du parc de Chaoyang.

## Épreuves au programme
| Disciplines         | Hommes | Femmes | Total | Article détaillé                                      |
| ------------------- | ------ | ------ | ----- | ----------------------------------------------------- |
| Volley-ball (salle) | ■      | ■      | 2     | Volley-ball (salle) aux Jeux olympiques d'été de 2008 |
| Beach-volley        | ■      | ■      | 2     | Beach volley aux Jeux olympiques d'été de 2008        |
| Total               | 2      | 2      | 4     |                                                       |

## Calendrier
| Volley-ball  |  |  |  |  |  |  |  |  |  |  |  |  |  |  |   |   | 1 | 1 |
| Beach volley |  |  |  |  |  |  |  |  |  |  |  |  |  |  | 1 | 1 |   |   |

|  | Jour de compétition |  | Jour de finale |

## Résultats

### Podiums
| Épreuves                      | Or | Argent | Bronze |
| ----------------------------- | --- | --- | --- |
| Volley-ball masculin détails  | États-Unis Lloy Ball Sean Rooney David Lee Richard Lambourne William Priddy Ryan Millar Riley Salmon Thomas Hoff Clayton Stanley Kevin Hansen Gabriel Gardner Scott Touzinsky                                       | Brésil Bruno Rezende Marcelo Elgarten André Heller Samuel Fuchs Gilberto Godoy Filho Murilo Endres André Nascimento Sérgio Santos Anderson Rodrigues Gustavo Endres Rodrigo Santana Dante Amaral    | Russie Aleksandr Korneïev Semion Poltavski Aleksandr Kossarev Sergueï Grankine Serguei Tetioukine Vadim Khamouttskikh Iouri Berejko Alexeï Ostapenko Aleksandr Volkov Alekseï Verbov Maksim Mikhaïlov Alekseï Koulechov |
| Volley-ball féminin détails   | Brésil Walewska Oliveira Carolina Albuquerque Marianne Steinbrecher Paula Pequeno Thaisa Menezes Hélia Souza Valeska Menezes Fabiana Claudino Welissa Gonzaga Jaqueline Carvalho Sheilla Castro Fabiana de Oliveira | États-Unis Ogonna Nnamani Danielle Scott-Arruda Tayyiba Haneef-Park Lindsey Berg Stacy Sykora Nicole Davis Heather Bown Jennifer Joines Kimberly Glass Robyn Ah Mow-Santos Kim Willoughby Logan Tom | Chine Wang Yimei Feng Kun Yang Hao Liu Yanan Wei Qiuyue Xu Yunli Zhou Suhong Zhao Ruirui Xue Ming Li Juan Zhang Na Ma Yunwen                                                                                            |
| Beach volley masculin détails | États-Unis Todd Rogers Phil Dalhausser | Brésil Fábio Luiz Magalhães Márcio Araújo | Brésil Ricardo Santos Emanuel Rego |
| Beach volley féminin détails  | États-Unis Misty May-Treanor Kerri Walsh | Chine Wang Jie Tian Jia | Chine Zhang Xi Xue Chen |

### Tableau des médailles
| Rang  | Nation     | Or | Argent | Bronze | Total |
| ----- | ---------- | -- | ------ | ------ | ----- |
| 1     | États-Unis | 3  | 1      | 0      | 4     |
| 2     | Brésil     | 1  | 2      | 1      | 4     |
| 3     | Chine      | 0  | 1      | 2      | 3     |
| 3     | Russie     | 0  | 0      | 1      | 1     |
| Total | Total      | 4  | 4      | 4      | 12    |